# George Godfrey (Old Chocolate)

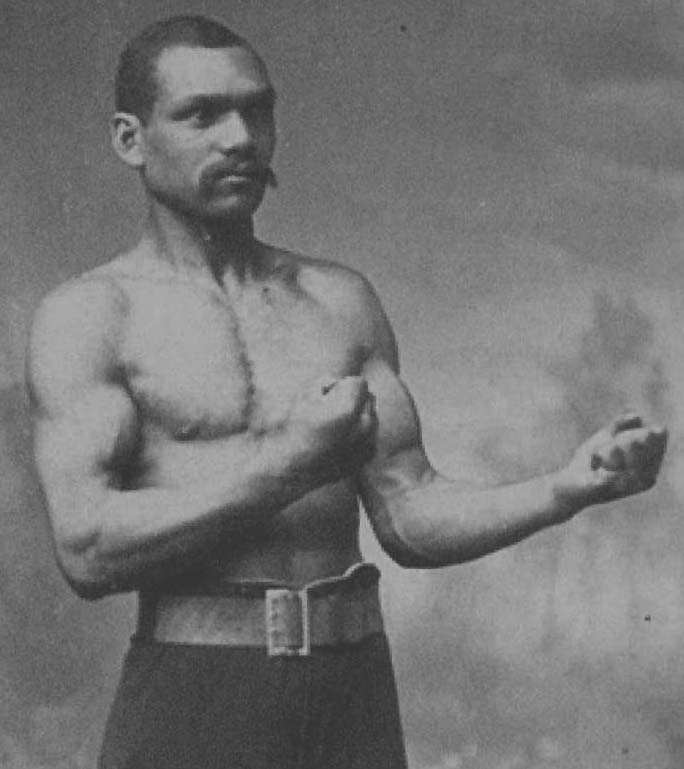
George Godfrey, Old Chocolate

George Godfrey (Charlottetown, 30 de março de 1853 - Revere, 17 de outubro de 1901) foi um lendário pugilista negro canadense, que em uma época de extrema segregação racial, foi campeão mundial negro dos pesos-pesados.  

## Biografia
Godfrey foi um lutador ágil e inteligente, que na maioria das vezes enfrentava oponentes maiores e bem mais fortes do que ele. Conseguiu conquistar o título de campeão negro dos pesos-pesados em 1883, quando derrotou Charles Hadley. 
Em seguida, Godfrey tentou dar um passo além, quando, em 1888, desafiou o campeão mundial John L. Sullivan para uma luta valendo o cinturão dos pesados-pesados. Sullivan, porém, recusou-se a por seu título mundial em disputa contra um lutador negro. 
Mais tarde, ainda em 1888, Godfrey veio a perder seu título de campeão mundial negro dos pesos-pesados para Peter Jackson, um talentoso pugilista oriundo das Ilhas Virgens.
Godfrey derrotou muitos lutadores renomados ao longo de toda sua carreira, dentre os quais merecem ser citados Peter Maher, Denver Ed Smith, McHenry Johnson ("Minneapolis Star"), Patsy Cardiff, Irish Joe Lannon  e Steve O'Donnell.
Sempre lutando sob a alcunha de Old Chocolate, Godfrey marcou seu nome na história do boxe, apesar de não ter tido a sua grande chance de lutar pelo título mundial, oportunidade esta que apenas uma década mais tarde coube a Jack Jonshon.